# Gundula Ludwig
Gundula Ludwig (* 1979 in Wien) ist eine österreichische Politikwissenschaftlerin und Professorin für Sozialwissenschaftliche Theorien der Geschlechterverhältnisse an der Universität Innsbruck.

## Leben
Ludwig studierte Erziehungswissenschaften und Kritische Geschlechter- und Sozialforschung an den Universitäten Innsbruck, Wien, HU Berlin und der University of New Orleans. 2010 erfolgte ihre Promotion am Institut für Politikwissenschaft der Universität Wien.  Von August 2010 bis August 2011 war sie wissenschaftliche Geschäftsführerin am Zentrum für Gender Studies und feministische Zukunftsforschung an der Philipps-Universität Marburg.  2012 war sie Fulbright Visiting Professor am Department of Gender, Women and Sexuality Studies an der University of Minnesota.
2021 habilitierte sie sich an der Universität Bremen mit einer Arbeit an der Schnittstelle von Politischer Theorie, Medizingeschichte und Gender Studies. Im September 2021 wurde sie Professorin an der Universität Innsbruck und übernahm die Leitung der Forschungsplattform Center Interdisziplinäre Geschlechterforschung Innsbruck.
Ludwig gehört zur Herausgebergruppe der Zeitschrift Femina Politica.

## Forschungsschwerpunkte
Zu ihren Forschungsschwerpunkten gehören Staats- und Demokratietheorien sowie Macht- und Gesellschaftstheorien aus einer queer-feministischer Perspektive sowie queer-feministische Theorien der Subjektivierung. Sie beschäftigt sich mit Fragen von Politischer Ökonomie, Geschlecht und Heteronormativität und forscht verbunden mit diesen Fragen auch zur Körper- und Medizingeschichte, zu Körper- und Biopolitiken, Gewalt und Geschlecht.

## Schriften (Auswahl)
- Körperpolitiken und Demokratie. Eine Geschichte medizinischer Wissensregime. Campus Verlag, Frankfurt am Main 2023, ISBN 978-3-593-51810-7.
- mit Brigitte Bargetz und Eva Kreisky (Hg.): Dauerkämpfe. Feministische Zeitdiagnosen und Strategien. Campus Verlag, Frankfurt am Main 2017, ISBN 978-3-593-50804-7.
- mit Isabell Lorey und Ruth Sonderegger: Foucaults Gegenwart. Sexualität – Sorge – Revolution.  transversal texts, Wien u. a. 2016, ISBN 978-3-903046-08-5.
- Geschlecht, Macht, Staat. Feministische staatstheoretische Interventionen. Budrich, Opladen/Berlin/Toronto 2015, ISBN 978-3-8474-0152-0 (überarbeitete, revidierte Ausgabe, Verlag Barbara Budrich, Leverkusen 2023, ISBN 978-3-8474-2496-3.)
- mit Brigitte Bargetz und Birgit Sauer (Hg.): Gouvernementalität und Geschlecht. Politische Theorie im Anschluss an Michel Foucault. Campus Verlag, Frankfurt/New York 2015, ISBN 978-3-593-39968-3.
- Geschlecht regieren. Zum Verhältnis von Staat, Subjekt und heteronormativer Hegemonie. Campus Verlag, Frankfurt/New York 2011, ISBN 978-3-593-39411-4.
- mit Birgit Sauer und Stefanie Wöhl (Hg.): Grundlagen und aktuelle Herausforderungen feministischer Staatstheorie. Nomos, Baden-Baden 2009, ISBN 978-3-8329-5034-7.

## Auszeichnungen
- 2024: Käthe-Leichter-Preis[4]